# Enrico Porro
Enrico Porro (ur. 16 stycznia 1885 w Lodi Vecchio, zm. 14 marca 1967 w Mediolanie) – włoski zapaśnik walczący w stylu klasycznym. Trzykrotny olimpijczyk. Złoty medalista z Londynu 1908; odpadł w trzeciej rundzie w Antwerpii 1920 i osiemnasty w Paryżu 1924. Walczył w wadze lekkiej i piórkowej.
Mistrz Europy Środkowej w 1906 roku.
Czterokrotny mistrz Włoch.

## Letnie Igrzyska Olimpijskie 1908
| Konkurencja            | Rundy eliminacyjne   | Rundy eliminacyjne       | Finały                 | Finały                | Klas. końcowa |
| Konkurencja            | 1/8                  | 1/4                      | 1/2                    | Finał                 | Miejsce       |
| ---------------------- | -------------------- | ------------------------ | ---------------------- | --------------------- | ------------- |
| 66,6 kg styl klasyczny | József Téger (HUN) Z | Gustaf Malmström (SWE) Z | Gunnar Persson (SWE) Z | Nikołaj Orłow (RUS) Z | 1.            |

## Letnie Igrzyska Olimpijskie 1920
| Konkurencja          | Rundy eliminacyjne        | Rundy eliminacyjne     | Klas. końcowa |
| Konkurencja          | 1/8                       | 1/4                    | Miejsce       |
| -------------------- | ------------------------- | ---------------------- | ------------- |
| 60 kg styl klasyczny | Gottfrid Svensson (SWE) Z | Sander Boumans (BEL) P | II runda      |

## Letnie Igrzyska Olimpijskie 1924
| Konkurencja          | Rundy eliminacyjne    | Rundy eliminacyjne    | Klas. końcowa |
| Konkurencja          | Przeciwnik I          | Przeciwnik II         | Miejsce       |
| -------------------- | --------------------- | --------------------- | ------------- |
| 62 kg styl klasyczny | Erik Malmberg (SWE) P | Marcel Capron (FRA) P | 18.           |